# О’Брайан, Хью
Хью О’Брайан (англ. Hugh O'Brian; урождённый Хью Чарльз Крамп; 19 апреля 1925, Рочестер, штат Нью-Йорк, США — 5 сентября 2016, Беверли-Хиллз, штат Калифорния, США) — американский актёр. Известен по ролям в телевизионном сериале ABC «Жизнь и легенда Уайетта Эрпа» (1955—1961) и NBC «Поиск» (1972—1973), а также фильмам «Человек из Аламо» (1953), «Десять негритят» (1965); «Самый меткий» (1976). Лауреат премии «Золотой глобус». Создатель некоммерческой организации Hugh O’Brian Youth Leadership Foundation, занятой помощью талантливым и одарённым студентам. С 1958 года, когда был открыт фонд, помощь получили уже свыше 400 тысяч учащихся.

## Ранние годы
Родился 19 апреля 1925 года в Рочестере, штат Нью-Йорк, в семье Хью и Эдит Крамп (девичья фамилия Маркс). Родители его отца были немецкими иммигрантами, по линии матери Хью имел немецких, английских и шотландских предков. Хью-старший был офицером морской пехоты США, после выхода в отставку занимался продажами, поэтому семья часто переезжала. Из-за частых переездов Хью-младший сменил несколько школ, в частности, учился в старшей школе Нью-Трира в Уиннетке, штат Иллинойс, и двух военных академия — Рузвельта, в Алидо, штат Иллинойс, и Кемпера, в Бунвилле, штат Миссури. Один семестр он проучился в Университете Цинциннати, оставил учёбу, чтобы записаться добровольцем в морскую пехоту. Он служил с 1943 по 1947 год, во время Второй мировой войны он в возрасте 17 лет стал одним из самых молодых инструкторов в истории морской пехоты США.

## Актёрская карьера
В 1947 году демобилизовался и приехал в Лос-Анджелес. Он не планировал делать карьеру в шоу-бизнесе, хотел лишь заработать денег, чтобы поступить на юридический факультет Йельского университета. В актёрскую профессию Хью попал благодаря своей девушке, которая была занята на сцене театра Уилшир Эбелл в постановке пьесы Соммерсета Моэма «Дом и красота». Вскоре Хью, который был хорошо сложен и отличался высоким ростом, позвали заменить заболевшего исполнителя главной мужской роли. Когда на афише спектакля его фамилию неверно записали как Крап, Хью решил использовать псевдоним О’Брайен, это была фамилия его родственников по материнской линии. Однако, на афише вновь сделали ошибку в написании фамилии, которую Хью решил оставить, став О’Брайаном. Театральная карьера начинающего актёра продолжилась на сценах Лос-Анджелеса и Санта-Барбары. В кино О’Брайан дебютировал в 1948 году в фильме «Похищенный», где исполнил небольшую роль моряка, также доставшуюся ему благодаря атлетичному сложению. В 1949 году актёр исполнил более заметную роль в фильме Айды Лупино «Никогда не бойся». Вскоре Хью заключил контракт со студией Universal International, по которому он в период между 1951 по 1954 годами должен был играть роли второго плана в 18 фильмах. Многие из этих фильмов были вестернами, роль в одном из них («Человек из Аламо») принесла О’Брайану в 1954 году премию «Золотой глобус» как самому многообещающему актёру.
Широкая известность пришла к О’Брайану в 1955 году, когда он получил главную роль, знаменитого законника Уайетта Эрпа, в телевизионном сериале «Жизнь и легенда Уайетта Эрпа», который транслировался ABC в 1955—1961 годы. За это время сериал стал одним из самых популярных представителей жанра вестерн на телевидении. О’Брайан снялся в 221 серии этого сериала и в своё время являлся одним из главных секс-символов среди актёров американского телевидения. Хью неплохо зарабатывал, получая проценты от доходов телесериала, и вложил деньги в строительство торгового дома, отеля, создал компанию по аренде оружия. После закрытия телесериала О’Брайан ещё несколько раз возвращался к образу Уайетта Эрпа, в последний раз сыграв этого героя в телефильме 1994 года «Уайетт Эрп: Возвращение в Тумстоун».
Среди других работ О’Брайана в кино комедия 1963 года «Летим со мной», детектив 1965 года «Десять негритят», военная драма «По методу Харма», комедии 1988 года «Близнецы». В 1976 году Хью снялся в последнем фильме знаменитого актёра вестернов и своего хорошего друга Джона Уэйна, «Самый меткий». Его персонаж в этом фильме был последним, кого герой в исполнении Джона Уэйна застрелил на экране. В 1972 году О’Брайан вернулся на телевидение с главной ролью в научно-фантастическом телесериале «Поиск», в котором он играл элитного спецагента. Сериал транслировался на NBC один сезон. Кроме съёмок в кино и телесериалах О’Брайан участвовал в театральных постановках на Бродвее. В 1960 году он недолго исполнял роль Энди Гриффита в мюзикле «Дестри снова в седле», через год играл роль писателя Ромена Гари в постановке его мемуаров «Первая любовь». О’Брайан появлялся на сценах театров и вне Бродвея.

## Благотворительность
В 1958 году О’Брайан девять дней провёл в Габоне, где посетил гуманитарную миссию доктора Альберта Швейцера. После этого визита он решил посвятить значительную часть своей жизни благотворительности. В 1958 году Хью вместе с братом Доном создал некоммерческую организацию Hugh O’Brian Youth Leadership Foundation, которая занималась помощью старшеклассникам с развитием лидерских качеств. Организация ежегодно спонсирует программы обучения для 10 тыс. школьников из 20 стран. За время своего существования фонд помог более чем 400 тыс. учеников в возрасте 15-16 лет. В 1955 году О’Брайан был одним из голливудских актёров, учредивших благотворительный фонд Thalians для сбора средств на лечение психических проблем у детей. Кроме того, в 1964 году была учреждена премия имени Хью О’Брайана, присуждаемая выдающимся студентам Калифорнийского университета в Лос-Анджелесе.

## Личная жизнь
В 2006 году в возрасте 81 года О’Брайан женился на Вирджинии Барбер, с которой жил уже 18 лет. Свадебную церемонию он решил провести на кладбище, которое по мнению О’Брайана символизировало, что этот брак для него был не только первым, но и последним. В 1969 году суд признал О’Брайана отцом 16-летнего Хью Крампа-младшего, матерью которого была фотограф из Лос-Анджелеса Адина Эткес.

## Избранная фильмография
| Год  |   | Русское название                  | Оригинальное название                  | Роль                   |
| ---- | - | --------------------------------- | -------------------------------------- | ---------------------- |
| 1951 | ф | Долина мести                      | Vengeance Valley                       | Дик Фаскен             |
| 1952 | ф | Битва на перевале апачей          | The Battle at Apache Pass              | лейтенант Роберт Харли |
| 1952 | ф | Экспресс «Красный шар»            | Red Ball Express                       | рядовой Уилсон         |
| 1953 | ф | Жертва судьбы                     | The Lawless Breed                      | Кэджек                 |
| 1953 | ф | Семинолы                          | Seminole                               | лейтенант Лэнс Колдуэл |
| 1953 | ф | Человек из Аламо                  | The Man from the Alamo                 | лейтенант Ламар        |
| 1954 | ф | Саскачеван                        | Saskatchewan                           | Карл Смит              |
| 1954 | ф | Сломанное копьё                   | Broken Lance                           | Майк Деверо            |
| 1954 | ф | Нет лучше бизнеса, чем шоу-бизнес | There's No Business Like Show Business | Чарльз Гиббс           |
| 1965 | ф | Многоликая любовь                 | Love Has Many Faces                    | Хэнк Уолкер            |
| 1965 | ф | Десять негритят                   | Ten Little Indians                     | Хью Ломбард            |
| 1976 | ф | Отряд убийц                       | Killer Force                           | Льюис                  |
| 1976 | ф | Самый меткий                      | The Shootist                           | Джек Пулфорд           |
| 1978 | ф | Игра смерти                       | Game of Death                          | Штейнер                |
| 1988 | ф | Близнецы                          | Twins                                  | Грейнджер              |